# أحمد داني رمضان
أحمد داني رمضان (مواليد 31 مايو 1984 في دمشق) هو روائي سوري-كندي، متحدث عام، كاتب عمود، ناشط مثلي الجنس. ولد في دمشق، سوريا، وهاجر إلى لبنان كلاجئ في عام 2012، قبل أن يهاجر إلى فانكوفر، كولومبيا البريطانية في سبتمبر 2014.
تم اختيار رمضان كمشارك لمهرجان فانكوفر برايد 2016، لعمله في دعم المثليه-تحديد اللاجئين والقادمين الجدد. حصل على جائزة ناشط اجتماعي من قبل جمعية فانكوفر برايد، واختير كأحد أفضل 25 مهاجر إلى كندا في عام 2017 من قبل المهاجر الكندي ليتحدث علنا عن القضايا المتعلقة باللاجئين السوريين مثليين الجنس ويكتب عمود نصف أسبوعي ل يوميا إكسترا.

## كتاباته
ترجم رمضان عمل المدون السعودي رائف بدوي إلى اللغة الإنجليزية، الذي صدر في عام 2015 من قبل كتب غريستون تحت عنوان 1000 جلدة: لأنني أقول ما أعتقد.
نشر رمضان مجموعتين من القصص القصيرة باللغة العربية بينما كان يعيش في مصر. تم إصدار أول مجموعة له بعنوان «الموت والكذبة الأخرى» من قبل دار ليلى في عام 2004. وقد أطلقت دار ملامح المجموعة الثانية، آريا، في عام 2008.
سوينغ خط الملابس هي رواية رمضان الاولي في اللغة الإنجليزية. مستوحاة من ألف ليلة وليلة، الرواية تحكي قصة ملحمية من اثنين من عشاق الراسية لذكرى سوريا الموت. واحد هو الحكواتي، والحفاظ على الحياة في الحركة إلى الأمام من خلال تتابع الخرافات تذكر لشريكه الموت. كل ليلة ينسج قصصا عن طفولته في دمشق، من القسوة التي تعرض لها لحياته الجنسية، وترك المنزل، والحرب، من اجتماعه المحبوس مع حبيبه. وفي الوقت نفسه، يشارك الموت في عباءته المظلمة في المنزل مع الرجلين، وينصت الي أسرارهما بينما ينتظر التراجع النهائي.
وقد ذكرت وينيبيغ فري بريس في استعراضها الذي حمل عنوان «أحلى المحرمات» أن صاحبة البلاغ "وضعت رواية تجبر القراء على المشاركة - بصحبة شخصياته - جمال سوريا وتاريخها، أهوال الحرب الأهلية والفرح، وإطلاق سراح وألم الحب ممنوع ". مضيفا أن الرواية «رحلة ممتعة، وإن كانت مثيرة للتحديات، ثقافية وتاريخية».
الناشرين أسبوعيا لقبوا العمل بانه «لافت للنظر» أن «استخدام رمضان الدقيق من الصور يربط هذه الروايات، والسماح لهم أن يتردد صدق مع معنى والعاطفة».
يقول كمال السلايلي في مجلة كويل وكوير الكندية: "هذه الرواية الأولى من الكاتب السوري القائم على فانكوفر تقرأ العديد من الأشياء"، وهي مذكرات قادمة، ودرس تاريخي، ونقد للسلطوية، ورواية عن تقاسم الرواية - ولكن قبل كل شيء، انها قداس للبلد يموت والناس ". وكتبت صحيفة "غلوب أند ميل" رواية "قاتمة، خيالية، عنيفة وعطاء"، مشيرا إلى أن "بداية اللغة الإنجليزية في رمضان هي رسالة حب متعارضة من ابن مثلي الجنس إلى سوريا".
ووصفت جورجيا ستريت رواية رمضان «المجزأة والشعرية والغنية بالواقعية السحرية»، مضيفا أن الرواية «درسا في كل من التمكن الفني والمرونة البشرية، وبشكل غير متوقع: الفرح».

## المسيرة المهنيّة

### البداية
قام رمضان بترجمة أعمال المدون والناشط الحقوقي السعودي رائف بدوي إلى اللغة الإنجليزية في كتابٍ واحد. صدر الكتاب عام 2015 من قبل Greystone Books تحت عنوان 1000 جلدة: لأنني أقول ما أفكر فيه.
نشر رمضان مجموعتين من القصص القصيرة باللغة العربية أثناء إقامته في مصر. أصدرت دار ليلى مجموعته الأولى تحت عنوان Death and Other Fools في عام 2004، فيما صدرت مجموعته الثانية التي تحملُ العنوان Aria من قبل دار Malameh في عام 2008.

### النتاج الأدبي
أرجوحة حبل الغسيل
أرجوحة حبل الغسيل (ترجمة حرفيّة) هي أول رواية لرمضان باللغة الإنجليزية مستوحاة من ألف ليلة وليلة، وتحكي الرواية قصة ملحمية لعشاق راسخين في ذكرى سوريا وهي تحتضر. أحدهم حكواتي، وهو راوي قصص يحافظ على الحياة في إعادة توجيه الحركة من خلال نقل الخرافات التي يتذكرها لشريكه المحتضر. في كل ليلة ينسج قصص طفولته في دمشق عن القسوة التي تحملها بسبب ميوله الجنسية، وتركه المنزل والحرب ولقائه المصيري مع حبيبته. في هذه الأثناء، يشارك الموت نفسه في عباءته المظلمة المنزل مع الرجلين ويتنصت على أسرارهما بينما ينتظر التراجع الأخير.

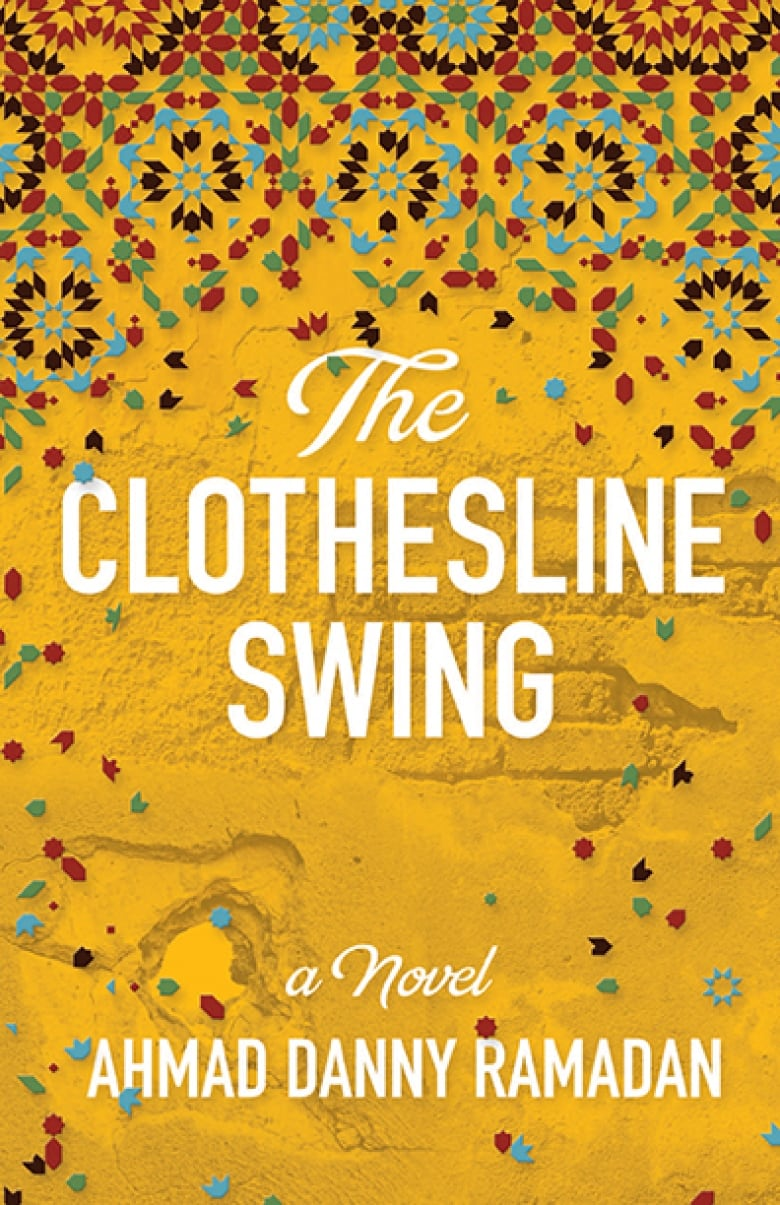
غلاف الطبعة الأولى من رواية The Clothesline Swing - Nightwood Editions

ذكرت وينيبيغ فري برس في مراجعتها بعنوان «أحلى المحرَّمات» أن المؤلف «قد ابتكر رواية تُجبر القراء على أن يشاركوا - بشكل غير مباشر مع شخصياته - جمال سوريا وتاريخها، وأهوال الحرب الأهلية والفرح. والإفراج وآلام العشق الممنوع» مضيفةً أن الرواية «رحلة ممتعة وإن كانت صعبة وثقافية وتاريخية.»
ووصفت دار النشر الأسبوعية العمل بأنه «رائع» مشيرة إلى أن «الاستخدام الدقيق للصور في رواية رمضان يربط بين هذه الروايات، مما يسمح لها بأن يتردد صداها مع المعنى والعاطفة.»
كتب كمال السليلي للمجلة الكندية Quill and Quire: «هذه الرواية الأولى للكاتب السوري المقيم في فانكوفر تقرأ أشياء كثيرة» فهي مذكرات صادرة لكنها درسٌ في التاريخ ونقد للاستبداد بل هي سردٌ حول مشاركة الروايات. - ولكن قبل كل شيء، إنها قداس لبلد وشعب يحتضر. ووصفت صحيفة جلوب اند ميل الرواية بأنها «كئيبة وخيالية وعنيفة وحنونة»، مضيفة أن «الظهور الأول لعمل رمضان باللغة الإنجليزية هو رسالة حب متضاربة لابن مثلي الجنس يعيشُ في سوريا».
وصفت صحيفة جورجيا ستريت رواية رمضان بأنها "مجزأة وشاعرية وغنية بالواقعية السحرية"، مضيفة أن الرواية "هي درس في كل من الإتقان الفني والمرونة البشرية. وبشكل غير متوقع: الفرح.
فاز The Clothesline Swing بالميدالية الذهبية لجوائز الناشرين المستقلين في فئة LGBT، بالإضافة إلى جائزة فريد كيرنر من اتحاد المؤلفين الكنديين لأفضل كتاب روائي عام في عام 2017، تم اختياره من بين The Globe and Mail أفضل 100 كتاب لعام 2017، وكان رقم 7 من أفضل 10 كتب تورنتو ستار، تم إدراجه لفترة طويلة في مسابقة CBC 's Canada Reads 2018، إدراجها في القائمة المختصرة لجائزة Forest of Reading 's Evergreen لعام 2018، القائمة المختصرة لجائزة Lambda Literary Award لفئة المثليين في عام 2018، وتم إدراجها في القائمة الطويلة لجائزة Sunburst عن التميز في الأدب الكندي الرائع.
تمت ترجمة أرجوحة خط الغسيل إلى العبرية وتم إصدارها في أيار/مايو 2018، بالإضافة إلى الفرنسية وسيتمُّ إصدارها في آب/أغسطس 2019. أعاد الناشر البريطاني The Indigo Press نشر الكتاب في المملكة المتحدة.
سلمى الشيف السوري

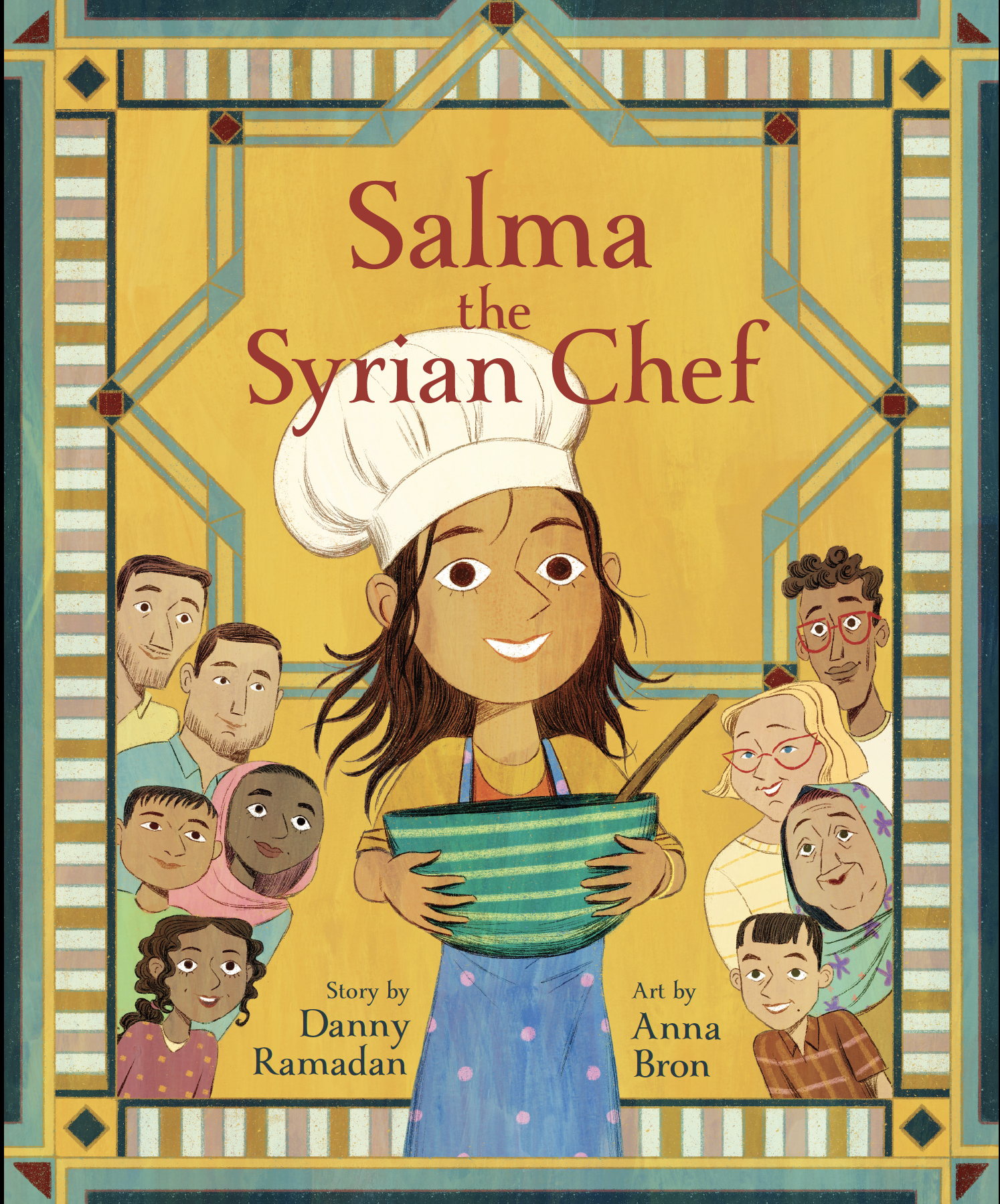
غلاف سلمى الشيف السوري - أنيك برس

صدر لرمضان كتابٌ آخر هو سلمى الشيف السوري عام 2020 من قبل Annick Press. يروي الكتاب المصور قصة الوافدة الجديدة سلمى التي تكافح والدتها للتكيف مع حياتها الجديدة في كندا. قررت سلمى رفع روح والدتها من خلال طهي وجبة سورية تقليدية لها، بمساعدة أصدقائهم الجدد في بيت الترحيب الذي يعيشون فيه. سلمى تُصرّ على عيش الحياة رغم كونها محبطَة وحساسَّة، وخاصة في لحظات عندما لا تسير الأمور كما هو مخطط لها. تمت مراجعة الكتاب بشكل إيجابي بواسطة Kirkus Reviews الذي ذكر أن «هذه القصة الجميلة تستوعب التنوع، وتستكشف المرونة والحب والصداقة ومعنى العيش في منزل واحد». أشادت دار النشر الأسبوعية برسائل الكتاب الشاملة، وذكرت أن «رمضان يكتب بفاحصة شعرية عن النزوح والمنزل والأسرة». ي

## النشاط
في مقابلة مع إعلام فايس في عام 2016، تحدث رمضان عن العمل تحت الأرض الذي اعتاد القيام به لدعم الأفراد المثليين وأحيانًا إسكانهم أثناء إقامته في دمشق. بعد ذلك تحدث بالتفصيل عن هذه التجربة في مقابلة أجريت معه عام 2018 وذكر «لقد حولت منزلي [في دمشق] إلى مركز تحت الأرض للمثليين... لقد كان في الواقع المجتمع المحب إلى أن تم اعتقالي بسبب ذلك.» وذكر رمضان في مقابلة منفصلة مع ميديا لاين، أنه اعتُقل في المطار من قبل مسؤولين سوريين واحتجز لمدة ستة أسابيع. بعد إطلاق سراحه، أعلنت الحكومة السورية أنه شخص غير مرغوب فيه، ونتيجة لذلك هاجر إلى لبنان كلاجئ في عام 2012.  في النهاية حصل رمضان على حق اللجوء في كندا، وفي أيلول/سبتمبر 2014 هاجر إلى فانكوفر في كولومبيا البريطانية. بحلول عام 2015، بدأ رمضان العمل بالفعل في Qmunity وهو مركز موارد كوير في كولومبيا البريطانية. في نفس الوقت تقريبًا الذي كان يعمل فيه رمضان في Qmunity، بدأ التطوع في جمعية قوس قزح للاجئين التي تصفُ نفسها بأنها «مجموعة مجتمعية مقرها فانكوفر تساعد الأفراد الذين يسعون للحصول على حماية اللاجئين في كندا على أساس التوجه الجنسي والهوية الجنسية والتعبير الجنسي (SOGIE) أو في حالة فيروس نقص المناعة البشرية». أثناء التطوع في جمعية قوس قزح للاجئين، ساعد رمضان في تنظيم ودعم رعاية اللاجئين السوريين. منذ مايو 2015، نظم رمضان أيضًا حملة سنوية لجمع التبرعات تُعرف باسم أمسية في دمشق. تتمثل أهداف حملة جمع التبرعات في تعريف المجتمع بالثقافة والتراث السوري الأصيل، وبناء مساحة آمنة للاجئين السوريين المثليين واللاجئين الترانس للاحتفال بهويتهم، وتوفير فرص لتعزيز الصداقة والاندماج بين الوافدين السوريين المتحدرين والمتحولين الجدد وأفراد المجتمع الكندي من LGBTQ2 + وجمع التبرعات للرعاية الخاصة. من خلال حملة جمع التبرعات، جَمَعَ رمضان أكثر من 150 ألف دولار أمريكي للاجئين من ذوي الميول الجنسية المثلية والثنائية والمتحولين إلى الجنس الآخر، وقد ساعد 23 فردًا في الحصول على حماية اللاجئين في كندا. يتحدث رمضان علنًا عن القضايا المتعلقة باللاجئين السوريين المثليين، وقد عبَّر عن آرائه كمتحدث في مؤتمرات مثل تيد وQmunity 's في اليوم العالمي لمناهضة رهاب المثلية الجنسية وThe Liberal Party Convention وSix Degrees Conference. اعتاد رمضان كتابة عمود نصف أسبوعي لـ Daily Xtra بين عامي 2012 و2016 يغطي فيه موضوعات مثل ما يشبه العيش كلاجئ في بلد آخر وكيفية دمج اللاجئين من مجتمع الميم في المجتمع الكندي.
منذ نوفمبر 2016، شغل رمضان منصب المدير العام لمجلس إدارة Vancouver Pride Society، واعتبارًا من عام 2019 يعمل رمضان الآن كمدير لمجلس إدارة Rainbow Railroad.  في عام 2016، تم تكريم رمضان باعتباره القائد الرئيسي لمهرجان فانكوفر برايد لعمله في دعم اللاجئين والوافدين الجدد من مجتمع الميم. في عام 2017، حصل على جائزة StandOut للناشط الاجتماعي من قبل Vancouver Pride Society لعمله في المجال الحقوقي والاجتماعي. في نفس العام، تم اختياره أيضًا كواحد من أفضل 25 مهاجرًا إلى كندا من قبل جمعيّة مهاجر كندي. في عام 2018، حصل على جائزة مركز بونهام لعام 2018 من مركز مارك إس.بونهام لدراسات التنوع الجنسي.